# روز زامنهوف
روز زامنهوف یا زامنهوف تاگو (به اسپرانتو: Zamenhofa Tago) برابر با ۱۵ دسامبر مصادف با زادروز لودویک زامنهوف، خالق زبان اسپرانتو می باشد. از این روز با عناوین روز اسپرانتو و روز ادبیات اسپرانتو نیز یاد می شود. همه ساله اسپرانتیست های سرتاسر جهان با برگزاری مراسم روز زامنهوف، به پاسداشت تلاش های وی در جهت خلق زبانی بیطرف به منظور کاربرد در ابعاد بین‌الملل می پردازند. در فرهنگ اسپرانتو، این روز بیشترین مناسبتی است که مورد توجه واقع می شود. 